# بول روزنفيلد
بول روزنفيلد (بالإنجليزية: Paul Rosenfeld)‏ (4 مايو 1890، نيويورك في الولايات المتحدة - 21 يوليو 1946، نيويورك في الولايات المتحدة)؛ صحفي وروائي أمريكي.